# Azaba
Azaba, Azeba, Adeba (Adhebah) ou Uazeba (Wazeba;  também vocalizado em gueês como DBH, WDBH  século III) era um rei de Axum, no território do atual norte da Etiópia e Eritreia, que governou aproximadamente de 230 a 240. Ele e seu filho Garima (ou Girmai vocalizados como GRMT) são conhecidos por inscrições no Sul da Arábia  (em  Mahram Bilqis no atual Iêmen)  que menciona Xamir, rei de Du-Raidã e Himiar, pedindo sua ajuda para enfrentar os reis de Sabá.  
Azaba sucedeu Gedara em aproximadamente 230. Seu reinado foi contemporâneo ao final do reinado de Vasudeva, do reino de Concão 